# Talaia de Sant Josep
La Talaia de Sant Josep, dita també la Talaiassa (popularment sa Talaiassa) o, simplement, la Talaia, és la muntanya més alta d'Eivissa, amb 475 metres.
Es troba al sud-oest de l'illa d'Eivissa, al municipi de Sant Josep. De fet, el poble de Sant Josep, anomenat de sa Talaia en referència a aquest cim, es troba just a sota. La muntanya presenta un sentit sud-oest nord-est, com totes les muntanyes d'Eivissa i Mallorca. És relativament plana al cim, que es pot pujar per carretera. Hi ha un dels repetidors de senyals de televisió de l'illa. Hi ha vistes de la badia de Portmany i Sant Antoni, els illots que hi ha davant la badia (la Conillera, l'Illa del Bosc i l'Espartar), a l'interior de l'illa d'Eivissa, a ses Salines i a Formentera.

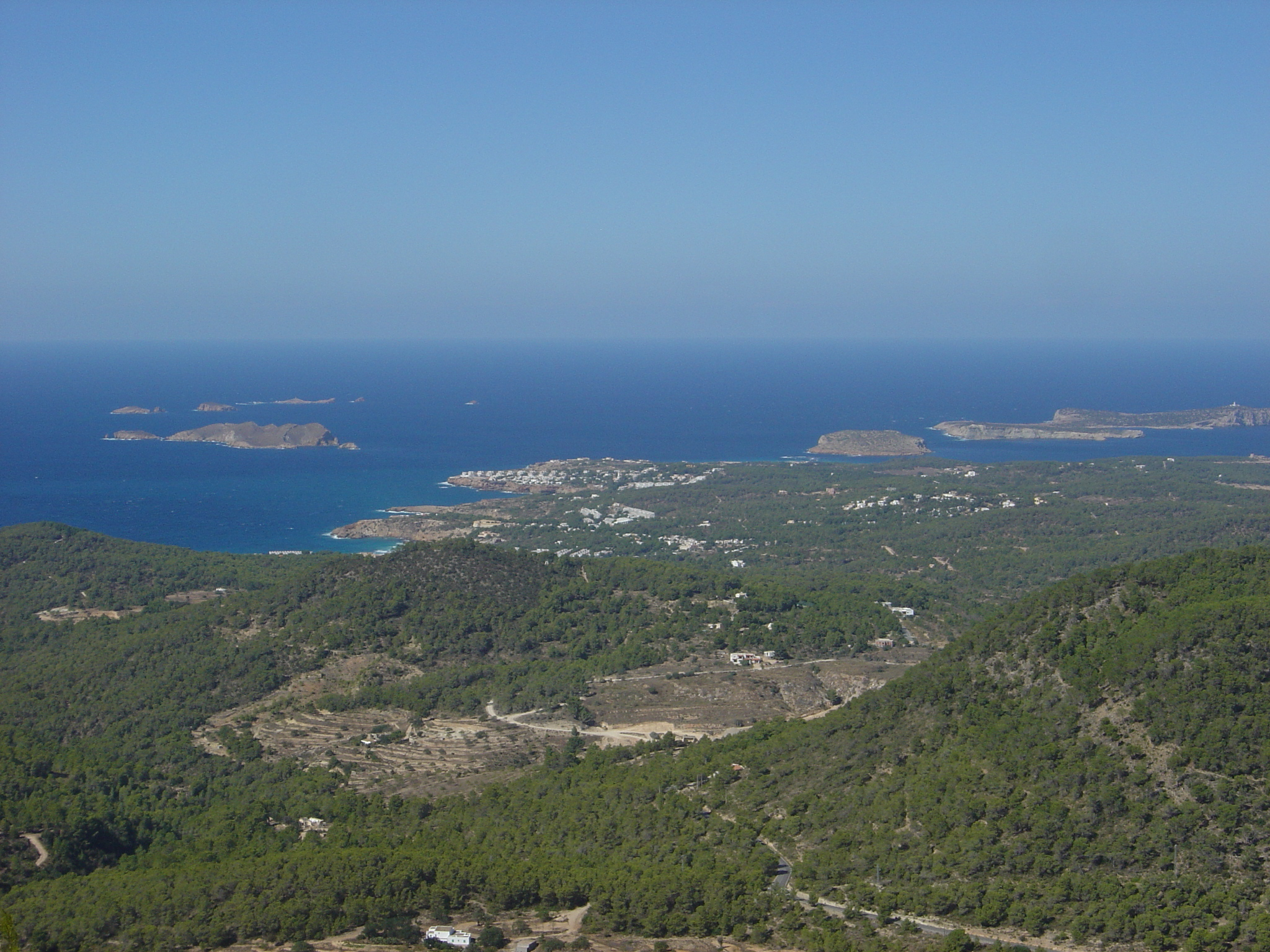
Vista des de la Talaia de Sant Josep en direcció nord-oest

El 7 de gener de 1972 s'hi va estavellar un avió de la companyia Iberia que cobria la ruta Madrid-València-Eivissa causant 104 morts, la totalitat dels seus passatgers i tripulants.